# Port lotniczy Argyle
Port lotniczy Argyle – główny port lotniczy karaibskiego państwa Saint Vincent i Grenadyny, położony na wyspie Saint Vincent, w miejscowości Argyle, w odległości około 8 kilometrów od stolicy kraju - Kingstown. Został otwarty w dniu 14 lutego 2017 roku.